# Flamine carmentale
Il flamine carmentale (latino Flamen Carmentalis) era il sacerdote dell'antica Roma preposto al culto di Carmenta, ninfa della acque e madre di Evandro.
Carmenta era ritenuta la dea delle profezie, degli oracoli e delle nascite, patrona e protettrice delle partorienti e delle levatrici. Era rappresentata con una corona di fave ai capelli e con un'arpa a simboleggiare le sue capacità profetiche.

Era venerata anche come l'inventrice della scrittura, che si credeva avesse insegnato ai latini arcaici. I suoi oracoli erano espressi in versi. Per la sua capacità di guardare nel passato e nel futuro era chiamata, anche, Antevorta e Postvorta.

Il suo tempio, in cui era proibito indossare abiti ed oggetti di pelle, era sito vicino alla Porta Carmentalis.
È stata identificata con Nicostrate moglie di Hermes. La sua festa, Carmentalia, era celebrata dalle donne l'11 e il 15 febbraio.